# Tapinoscaris
Tapinoscaris is een geslacht van kevers uit de familie van de loopkevers (Carabidae). De wetenschappelijke naam van het geslacht is voor het eerst geldig gepubliceerd in 1946 door Jeannel.

## Soorten
Het geslacht Tapinoscaris omvat de volgende soorten:
- Tapinoscaris carnoti (Alluaud, 1930)
- Tapinoscaris chaudoiri (Harold, 1879)
- Tapinoscaris descarpentriesi Basilewsky, 1971
- Tapinoscaris peyrierasi Basilewsky, 1976
- Tapinoscaris raffrayi (Fairmaire, 1884)
- Tapinoscaris razananae (Alluaud, 1924)
- Tapinoscaris rugatula Jeannel, 1946
- Tapinoscaris rugulicollis (Fairmaire, 1887)
- Tapinoscaris tricostis (Fairmaire, 1869)
- Tapinoscaris variolosa (Alluaud, 1930)